# Adriana Samuel
Adriana Ramos Samuel (Resende, 12 de abril de 1966) es una ex jugadora brasileña de voleibol de playa. Fue subcampeona olímpica en 1996 y medalla olímpica de bronce en 2000. También fue campeona del Circuito Mundial de Voleibol de Playa en 1994.

## Carrera
Comenzó a jugar voleibol a la edad de nueve años. Jugó en el Círculo Militar da Praia Vermelha y poco después en el Botafogo, traído por el técnico Marco Aurélio Motta. Llegó la Selección de Brasil, que disputó el Mundial Sub-20 de 1985 (4º puesto) y el Mundial de 1986 (5º). Sin embargo, dejó el voleibol de cancha en 1992. Pasó al voleibol de playa, formando una de las primeras parejas en Brasil en su dúo con Mônica Rodrigues.
En 1993, el dúo formado con Mônica Rodrigues ganó la medalla de oro en los Juegos Mundiales, realizados ese año en la ciudad holandesa de La Haya.
En 1994, Adriana Samuel y Mônica Rodrigues fueron el primer dúo brasileño (masculino y femenino) en ganar una etapa en el circuito mundial. Jugando en Santos, el dúo derrotó al dúo estadounidense Liz Masakayan y Karolyn Kirby en la final. Terminarían este año como campeones de la temporada del Circuito Mundial.
En los Juegos Olímpicos de 1996, esta misma pareja llegaría a la final de debut del voleibol de playa, contra el otro dúo brasileño: Jackie Silva y Sandra Pires. Fueron las primeras mujeres en Brasil en ganar medallas olímpicas. Mônica y Adriana perderían la decisión y se llevarían la medalla de plata.
Un año después de romper con Mônica, en 1998 Adriana fue invitada por una de las campeonas, Sandra Pires, para formar un nuevo dúo. Adriana y Sandra fueron campeonas de Brasil en 1999 y se clasificaron para los Juegos Olímpicos de Verano de 2000 en Sydney, Australia. Ambas cayeron en semifinales ante las australianas Natalie Cook y Kerri-Ann Pottharst, que acabaron ganando el oro. En la disputa por la medalla de bronce, vencieron a la dupla japonesa Takahashi y Saiki por 2 a 0 (12/4 y 12/6), consiguiendo la segunda medalla olímpica para ambos.